# 隔離 (2ちゃんねる・5ちゃんねるカテゴリ)
隔離は、匿名掲示板2ちゃんねる（2ちゃんねる (2ch.net)、2ちゃんねる (2ch.sc)、5ちゃんねる）のカテゴリの1つである。

## 歴史
- 2014年10月25日 MANGO板がAnarchy実況板から実験板として分離[1]。